# 7718 Desnoux
7718 Desnoux eller 1997 EP30 är en asteroid i huvudbältet som upptäcktes den 10 mars 1997 av den franske astronomen Christian Buil i Ramonville-Saint-Agne. Den är uppkallad efter den franske amatörastronomen Valerie Desnoux.
Asteroiden har en diameter på ungefär 14 kilometer och den tillhör asteroidgruppen Eos.